# 提希
36°40′N 5°10′E / 36.667°N 5.167°E

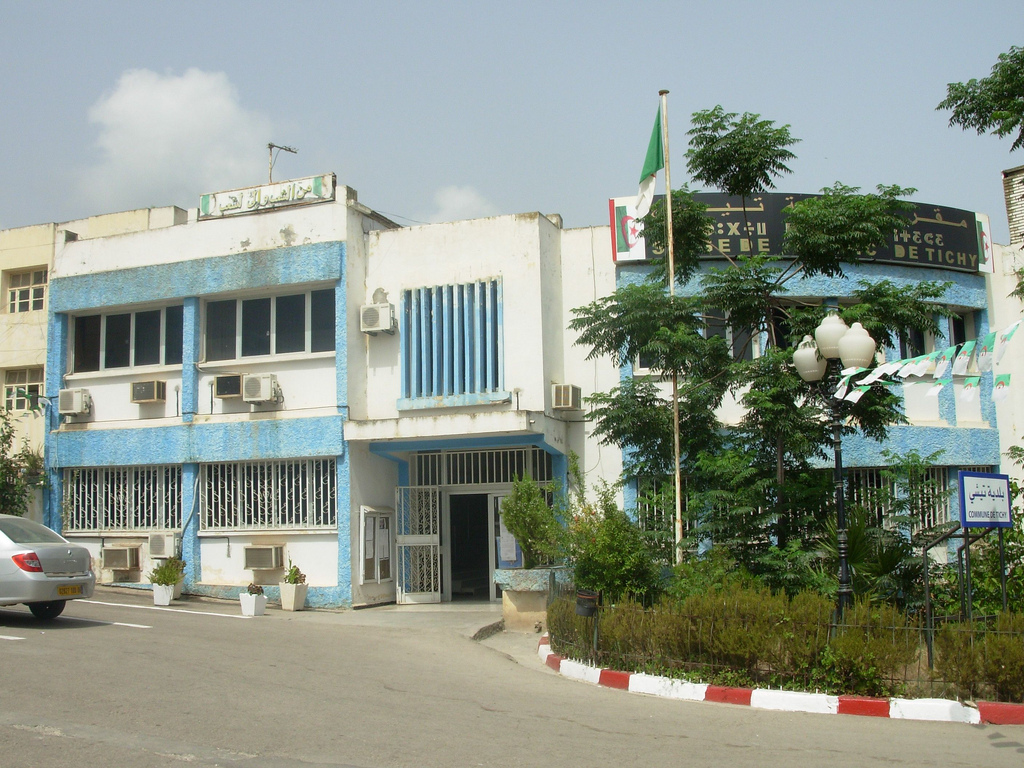

提希（阿拉伯语：‎），是阿爾及利亞的城鎮，位於該國北部，由貝賈亞省負責管轄，是提希區的首府，面積57平方公里，2008年人口16,546，人口密度每平方公里292人。